# Epiplatea isthmi
Epiplatea isthmi är en tvåvingeart som beskrevs av Steyskal 1958. Epiplatea isthmi ingår i släktet Epiplatea och familjen Richardiidae.
Artens utbredningsområde är Panama. Inga underarter finns listade i Catalogue of Life.